# Jean-Marc Barnola
Jean-Marc Barnola, né le 3 janvier 1956 à Bourg-en-Bresse et mort le 21 septembre 2009 à La Mure, est un glaciologue français. Il participe aux progrès de la glaciologie et de la paléoclimatologie à la fin du XXe siècle grâce à ses travaux portant sur l'étude des carottes de glace.

## Biographie
Jean-Marc Barnola naît le 3 janvier 1956 à Bourg-en-Bresse.

### Études
Il réalise des études de physique à l'université Joseph-Fourier à Grenoble et obtient en 1984 son doctorat qu'il consacre à l'analyse des bulles d'air emprisonnées dans les carottes de glace. Il devient attaché de recherche au CNRS en 1985  et entre dans le laboratoire de glaciologie et de géophysique de l'environnement dans lequel il passe l'ensemble de sa carrière,.

### Histoire climatique de la Terre
Il s'intéresse avec Claude Lorius, Dominique Raynaud et Jean Jouzel aux carottes de glace prélevées dans la station de recherche Vostok en Antarctique et parvient à résoudre un problème qui limite leur exploitation jusqu'alors. Il réussit en effet à dater indépendamment la glace et les bulles d'air piégées, alors que leurs âges peuvent différer considérablement. Il est co-auteur en 1987 d'un article dans la revue Nature qui révèle l'histoire climatique de la Terre. Cette étude sur les derniers 160 000 ans de la planète permettent de lier pour la première fois le CO2 avec la température moyenne de la basse atmosphère.

### Travaux scientifiques
Bien qu'il s'intéresse particulièrement à l'étude des bulles d'air dans les carottes de glace, il travaille de manière générale sur la glace, la neige, et le névé. Il participe à de nombreuses missions de terrain dans les Alpes, au Groenland, en Terre-Adélie et en Antarctique. Il réalise trois séjours dans la station de recherche Vostok, entre 1991 et 1992, puis entre 1995 et 1996 et enfin entre 2001 et 2002. Il écrit une centaines de publications, dont une partie parait dans les revues Nature et Science.
Il meurt à l'âge de 53 ans le 21 septembre 2009 à La Mure.

## Postérité

### Influence scientifique
Les travaux de Jean-Marc Barnola ayant permis de mettre au point l'histoire climatique de la Terre font partie des des plus cités en glaciologie. Il est en effet considéré comme pionner dans ce domaine et dans celui de la paléoclimatologie. 

### Hommage
Un lieu en Antarctique situé en 75° S, 123° E
est nommé « point Barnola » en son honneur. En 2012, des scientifiques français en expédition y accrochent une plaque d'hommage à Jean-Marc Barnola sur une balise.

### Liens
- Notice dans un dictionnaire ou une encyclopédie généraliste :   - Universalis